# Louis Dussieux
Ne doit pas être confondu avec Louis d'Ussieux.
Louis-Étienne Dussieux, né le 5 avril 1815 à Lyon et mort le 10 février 1894 à Versailles, est un historien-géographe français.

## Biographie
Ayant obtenu, en 1839 et en 1840, deux prix aux concours de l’Académie des inscriptions et belles-lettres, il fut nommé répétiteur d’histoire et de géographie militaires à l’École spéciale de Saint-Cyr en 1842, et y devint professeur d’histoire en 1850. En 1843, il fut nommé correspondant du comité des monuments historiques.
Outre les ouvrages mentionnés en bibliographie, il a laissé des articles dans l’Encyclopédie nouvelle, le Magasin pittoresque, les Annales archéologiques et les Mémoires de l’ancienne Académie de peinture, d’où ont été extraites ses Nouvelles recherches sur la vie et les ouvrages d’Eustache Lesueur. 
Il fut professeur à l’École spéciale de Saint-Cyr.

## Distinctions
- Officier de l'Instruction publique
- Chevalier de la Légion d'honneur (décret du 14 mars 1864)

## Publications
- L’Art considéré comme symbole de l’état social : ou, Tableau historique et synoptique du développement des beaux-arts en France, Paris, A. Durand, 1838.
- Essai historique sur les invasions des Hongrois en Europe et spécialement en France, Paris, impr. de Ducessois, 1839 (lire en ligne), seconde édition à la librairie Victor Lecoffre, Paris et Lyon, en 1879.
- Recherches sur l’histoire de la peinture sur émail, Paris, Bourgogne et Martinet, 1839-1840.
- Essai sur l’histoire de l’érudition orientale, Paris, Bourgogne et Martinet, 1842.
- Géographie historique de la France, ou Histoire de la formation du territoire français, Paris, Jacques Lecoffre, 1843, 33 cartes.
- Cours de géographie physique et politique, avec Atlas et Appendice, 1846-1848.
- Atlas général de géographie physique et politique, in-f°, 1846 et suiv.
- Notes d’histoire de France à l’usage des aspirants à l’école de Saint-Cyr, Versailles, Brunox, 1849, in-4°.
- Les artistes français à l’étranger : recherches sur leurs travaux et sur leur influence en Europe, Paris, Didron, 1852.
- Nouvelles recherches sur la vie et les ouvrages d’Eustache Lesueur, Paris, J.-B. Dumoulin, 1852, in-8o.
- Force et faiblesse de la Russie au point de vue militaire, Paris, Tanera, 1854.
- l’Histoire de France racontée par les contemporains, 1860-1862, 4 vol., in-8o.
- Cours classique de Géographie générale contenant la géographie physique, politique, etc., de chaque pays, 1859-1865, 6 vol., in-18.
- Journal du marquis de Dangeau, avec Eudore Soulié, 19 vol. Paris, Firmin Didot frères, 1854-60, in-8o.
- Mémoires du duc de Luynes sur la cour de Louis XV, avec Eudore Soulié, 19 vol., Paris, Firmin Didot frères, 1854-1860.
- Généalogie de la maison de Bourbon de 1256 à 1871, 2e édition, Paris, Lecoffre fils et Cie, Paris, 1872.
- Le cardinal de Richelieu. Étude biographique, Paris, Victor Lecoffre, 1886, in-8o.
- Étude biographique sur Sully, Paris, Victor Lecoffre, 1887, in-8o.
- Notices historiques sur les généraux et marins du XVIIIe siècle, Paris, Victor Lecoffre, 1889, in-8o.